# The Best of Jethro Tull – The Anniversary Collection
The Best Of Jethro Tull – The Anniversary Collection, vydané v roce 1993, je výběrový box-set hitů skupiny Jethro Tull. Zachycuje roky 1969–91.

## Seznam stop

### Disc 1
1. A Song For Jeffrey (3:19)
2. Beggar's Farm (4:19)
3. A Christmas Song (3:07)
4. A New Day Yesterday (4:09)
5. Bourée (3:46)
6. Nothing Is Easy (4:23)
7. Living In The Past (3:21)
8. To Cry You A Song (6:15)
9. Teacher (4:01)
10. Sweet Dream (4:02)
11. Cross-Eyed Mary (4:09)
12. Mother Goose (3:53)
13. Aqualung (6:36)
14. Locomotive Breath (4:25)
15. Life Is A Long Song (3:19)
16. Thick As A Brick (extract) (3:02)
17. A Passion Play (extract) (3:47)
18. Skating Away On The Thin Ice Of The New Day (3:52)
19. Bungle In The Jungle (3:39)

### Disc 2
1. Minstrel In The Gallery (6:10)
2. Too Old To Rock 'n' Roll: Too Young To Die (5:40)
3. Songs From The Wood (4:54)
4. Jack-In-The-Green (2:30)
5. The Whistler (3:32)
6. Heavy Horses (8:57)
7. Dun Ringill (2:41)
8. Fylingdale Flyer (4:32)
9. Jack-A-Lynn (4:42)
10. Pussy Willow (3:53)
11. Broadsword (4:59)
12. Under Wraps II (2:14)
13. Steel Monkey (3:34)
14. Farm On The Freeway (6:28)
15. Jump Start (4:53)
16. Kissing Willie (3:31)
17. This Is Not Love (3:54)

## Hudebníci

### Disc 1
- Ian Anderson – flétna, balalajka, mandolína, varhany Hammond, akustická kytara, zpěv (na všech stopách)
- Mick Abrahams – elektrická kytara (stopy 1–2)
- Clive Bunker – bicí, zvonkohra, perkuse (stopy 1–14)
- Glenn Cornick – baskytara, varhany Hammond (stopy 1–10)
- Martin Barre – elektrická kytara (stopy 4–19)
- Jeffrey Hammond-Hammond – baskytara (stopy 11–19)
- Barriemore Barlow – bicí (stopy 15–19)
- David Palmer – orchestrální arranže, dirigování orchestru (stopy 3, 10 a 17–19)

### Disc 2
- Ian Anderson – flétna, balalajka, mandolína, varhany Hammond, akustická kytara, zpěv (na všech stopách)
- Jeffrey Hammond-Hammond – baskytara (stopa 1)
- Martin Barre – elektrická kytara (stopy 1–17)
- Barriemore Barlow – bicí (stopy 1–7)
- John Glascock – baskytara, zpěv (stopy 2–7)
- David Palmer – orchestrální arranže, dirigování orchestru (stopy 1–7)
- Dave Pegg – baskytara, mandolína, zpěv (stopy 8–17)
- Mark Craney – bicí (stopa 8)
- Gerry Conway – bicí, perkuse (stopy 9–11 a 15)
- Peter-John Vettese – klávesy, piano, syntetizéry (stopy 9–12)
- Doane Perry – bicí (stopy 12, 14 a 16–17)
- Maartin Allcock – klávesy (stopa 16)
- Andrew Giddings – klávesy (stopa 17)

Hostující hudebníci:
- Lou Toby – smyčcové arranže, dirigování (disc 1, stopa 7)
- Maddy Prior – doprovodné vokály (disc 2, stopa 2)
- Darryl Way – housle (disc 2, stopa 6)
- Eddie Jobson – klávesy, elektrické housle (disc 2, stopa 8)